# Château de la Muette (Paris)
Pour les articles homonymes, voir Château de la Muette.
Le château de la Muette est un château situé rue André-Pascal, dans le 16e arrondissement de Paris, à proximité du bois de Boulogne au niveau de l'actuelle porte de la Muette, à proximité de l'emplacement où trois châteaux ont existé successivement depuis la Renaissance. Le bâtiment actuel, quatrième château de la Muette, a été édifié par Henri de Rothschild sur les plans de l'architecte Lucien Hesse, au début des années 1920 dans le style du XVIIIe siècle. Il abrite aujourd'hui le siège de l'Organisation de coopération et de développement économiques (OCDE) à Paris.
L'origine du terme « muette » est controversée. Il peut faire référence à la mue des cerfs ou à celle des faucons, ou bien désigner une meute de chiens dans une ancienne orthographe.

## Historique

### Château de la reine Margot
Les rois de France possédent un rendez-vous de chasse à la Muette depuis le Moyen Âge. À la fin du XVIe siècle, ce rendez-vous de chasse est transformé par Charles IX en un petit château qu'il offre à Marguerite de Valois, dite la reine Margot, à l'occasion de son mariage avec le futur Henri IV. En 1606, celle-ci fait don du château au dauphin, futur Louis XIII.
Sous Louis XIV, le château est remanié et abrite, à la fin du règne du Roi soleil, la capitainerie des chasses du bois de Boulogne, confiée à Joseph Fleuriau d'Armenonville.
En 1717, le Régent, Philippe d'Orléans, achète la Muette pour sa fille, Marie-Louise-Élisabeth, duchesse de Berry (1695-1719), en échange du château de Madrid, lui aussi situé dans le bois de Boulogne. Le Régent fait aménager le petit château de chasse et l'agrandit sensiblement.
La duchesse de Berry s'installe au château de la Muette où elle donne des fêtes superbes, recevant notamment le tsar de Russie Pierre le Grand. Accumulant les amants, la fille aînée du Régent passe le printemps et l'été 1717 à la Muette pour y mener à terme une de ses maternités de veuve. À sa mort, en 1719 des suites d'un nouvel accouchement clandestin, le Régent fait racheter le domaine par la Couronne.
Le jeune Louis XV y fait de nombreux séjours pendant sa minorité, y élevant des animaux, y apprenant à monter à cheval, puis à chasser, dans les bois voisins.

### Château de Louis XV

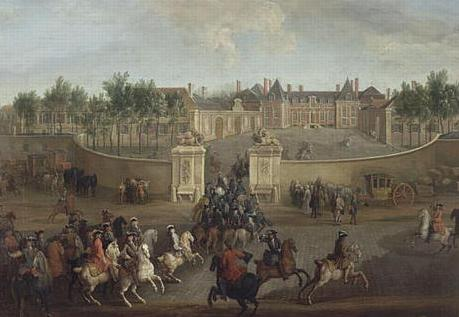
Le château de la Muette au XVIIIe siècle.

Entre 1737 et 1745, Louis XV fait entièrement reconstruire le château de la Muette par les célèbres architectes Jacques V Gabriel et Ange-Jacques Gabriel.
Le premier refait la façade sur la cour, en brique et pierre, puis la façade opposée, aménage un escalier et, à l'étage, un appartement pour le roi. Les appartements du roi sont ornés de dessus de porte par Charles-Léopold Grevenbroeck et Nicolas Lancret.
De nombreuses dépendances flanquent l'édifice.
En 1749, le directeur général des bâtiments du roi Charles François Paul Le Normant de Tournehem fait appel à Jacques Dumont dit le Romain pour décorer le salon de deux toiles : La Générosité et La Paix.

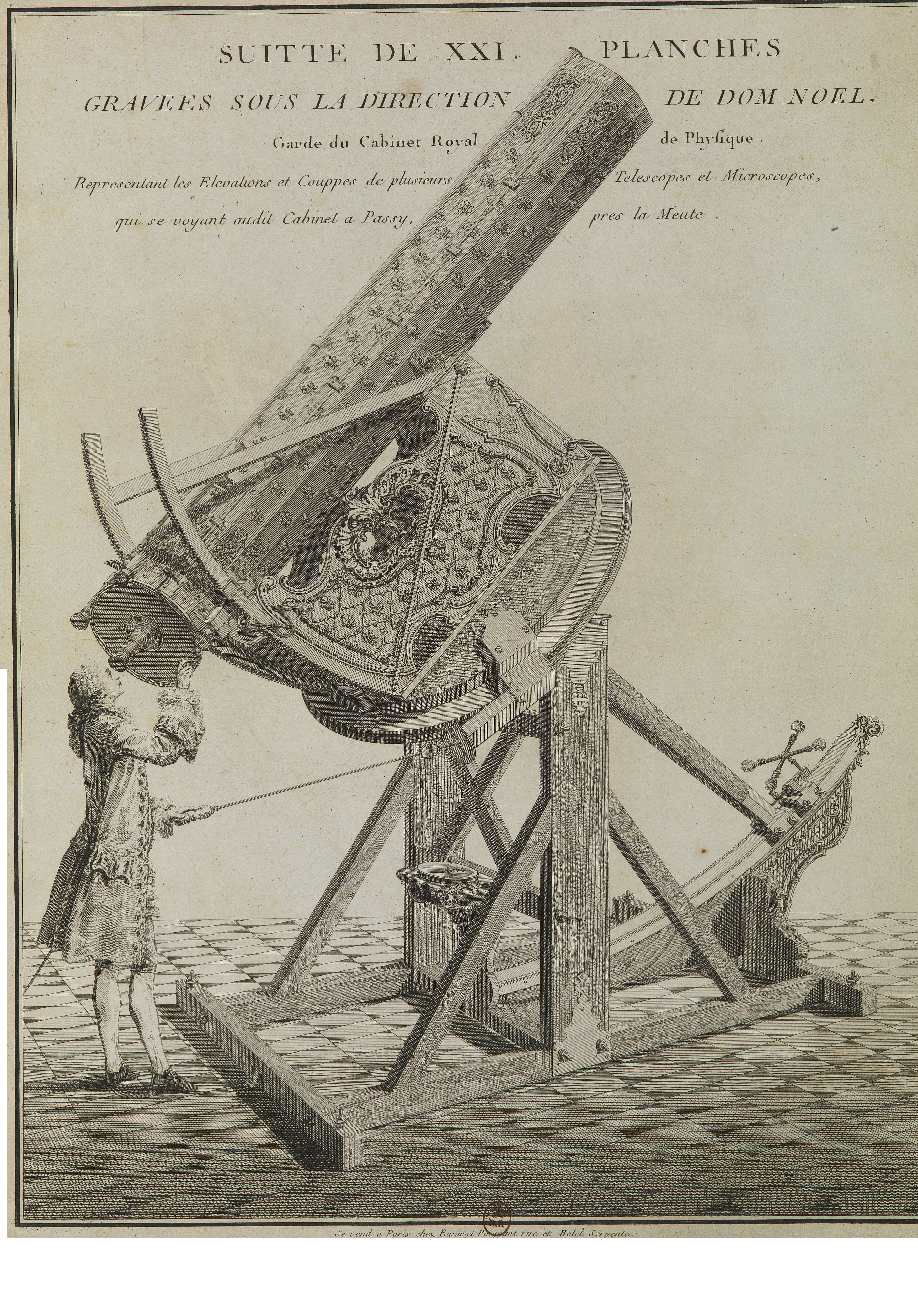
Télescope créé par dom Nicolas Noël pour le Cabinet de Physique et d'optique du Roi Louis XV, au château de La Muette.

En 1750, le cabinet de curiosités de la Couronne est installé, avec le concours du duc de Chaulnes, dans les jardins de la Muette (à l'emplacement actuel de l'intersection de la rue de Passy et de la rue de la Pompe). Les travaux d'aménagement sont ordonnancés par l'architecte Jacques Germain Soufflot, sous la direction du marquis de Marigny, directeur des Bâtiments du Roi. Le Cabinet de curiosités du roi Louis XV est placé sous la supervision de l'abbé Nollet, dont les expériences scientifiques attirent un nombreux public. 
Sa fonction s'étend aux questions scientifiques avec la nomination, en 1759, comme « Garde du cabinet de Physique et d'Optique de sa Majesté », de dom Nicolas Noël, moine de l'abbaye bénédictine de Saint-Germain-des-Prés, qui ambitionnait d'en faire un lieu d'expérimentation et de coopération pour les scientifiques de toute l'Europe et un laboratoire de recherches participant au rayonnement scientifique du Royaume. Dom Noël est l'auteur notamment d'un microscope, mais aussi d'un télescope monumental, long de 24 pieds, soit environ 7,80 mètres, à l'époque le télescope le plus puissant au monde, qui est déplacé de l'abbaye de Saint-Germain-des-Prés pour être remonté à La Muette en 1771. Deux globes mouvants, l'un terrestre, l'autre céleste, sont exécutés par l'ingénieur Claude-Siméon Passemant, ainsi qu'une machine à vapeur.
En 1753, Louis XV, qui séjourne désormais régulièrement à la Muette, décide de faire tracer une longue allée dans le bois de Boulogne pour rejoindre la Seine aux environs de Saint-Cloud afin de pouvoir, depuis la Muette, avoir vue sur le château de Bellevue, appartenant à madame de Pompadour. Le Roi envisage même de reconstruire la Muette dans l'axe de cette nouvelle route, mais la guerre de Sept Ans éclate et le contraint à renoncer à ces dépenses.
En 1764, le dauphin, futur Louis XVI prend possession du château de la Muette. C'est là que Marie-Antoinette, à son arrivée en France, en mai 1770, ira attendre la cérémonie de son mariage. Devenue dauphine, elle y séjournera à plusieurs reprises. Lorsque Louis XVI monte sur le trône en 1774, c'est à la Muette qu'il signe en mai l'édit par lequel il renonce au droit de joyeux avènement.
À la mort de Louis XV, en 1774, l'organisation du Cabinet de curiosités est revue pour peser moins lourdement sur les finances royales : Dom Noël est retraité, deux membres de l'Académie des sciences prennent sa suite, Jean-Baptiste Le Roy et Alexis-Marie de Rochon.

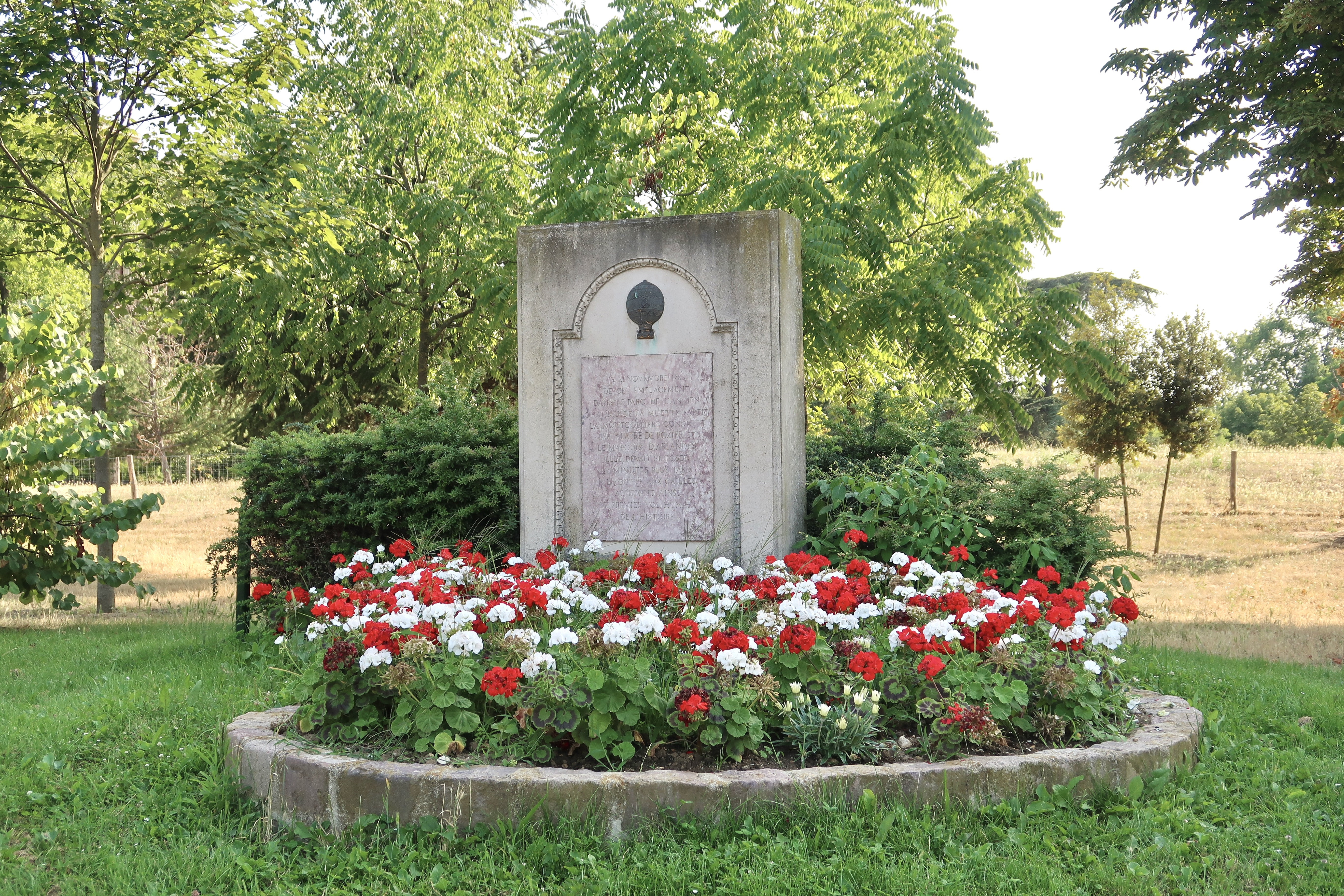
Monument à proximité, place de Colombie, en mémoire de l'envol de la montgolfière.

Le 21 novembre 1783, vers 14 heures, les aéronautes Pilâtre de Rozier et François Laurent d'Arlandes décollent des jardins de la Muette avec une montgolfière, qui ira se poser à la Butte-aux-Cailles, en passant au-dessus de l'île aux Cygnes, de l'École militaire et du jardin du Luxembourg, réalisant ainsi le premier vol humain,. Un monument doté d'une plaque commémore cet événement ; il est situé place de Colombie, à l'extérieur de l'actuel domaine de la Muette.
En 1786, Dulaure décrit le château, son parc et leurs objets d'art, dans la seconde partie de sa Nouvelle description des environs de Paris.
Pour faire des économies, un édit de février 1788 met en vente le château de la Muette et le château de Madrid, et autorise les acheteurs éventuels à procéder à leur démolition. Aucun acheteur ne se manifeste. Le château est abandonné et cesse d'être entretenu.
À l'époque, le domaine de la Muette était bien plus grand qu'aujourd'hui : il était bordé à l'est par la rue de la Pompe, au nord par l'avenue Bugeaud, la porte Dauphine et la rue de la Faisanderie.
En février 1790, à la Révolution, après la décision de créer dans chaque paroisse une municipalité, Louis-Guillaume Le Veillard est élu maire de Passy. Il prête serment dans la cour du château de la Muette.
La même année, le cabinet de curiosités est démantelé et ses instruments sont transportés à l'Observatoire de Paris. 
Le domaine est divisé et vendu par lots. Le corps de bâtiment central du château est démoli en 1793 et tous les éléments de décor intérieur sont récupérés et vendus. Les deux ailes sont transformées en guinguettes, une filature de coton est installée dans les communs. Ces biens font l'objet de transactions successives au cours des années suivantes, le domaine appartenant brièvement à Talleyrand.

### Château auXIXesiècle
En 1816, pendant la Restauration, la Muette revient à la Couronne mais, devant l'importance des réparations nécessaires, le château est rayé de la liste civile. L'une des deux ailes, appelée la petite Muette, est donnée en jouissance en 1818 au ministre des Finances Louis-Emmanuel Corvetto.
L'autre aile, ainsi que la quasi-totalité des jardins, est rachetée en 1820 par le facteur de pianos Sébastien Érard pour un montant de 800 000 francs (3 653 288 €),, qui en demande l'autorisation à Louis XVIII. Il entreprend de restaurer le domaine, surélève le bâtiment de deux étages et fait construire une longue galerie pour y abriter sa riche collection de tableaux. À la mort de Sébastien Érard, en 1831, son neveu Pierre Érard, qui hérite des biens de son oncle, est contraint par des difficultés financières temporaires de vendre la collection de tableaux et de louer la Muette au docteur Guérin, qui transforme le pavillon en hôpital orthopédique.
Après son mariage, en 1838, Pierre Érard s'installe à la Muette avec ses trois tantes, sa sœur, son épouse et le compositeur Spontini et commence à reconstituer le domaine.
Des concerts y sont régulièrement donnés à cette époque, et jusqu'à la fin du siècle, en présence de grands compositeurs tels que Gounod, Rossini, Meyerbeer, Berlioz, Léo Delibes et d'interprètes réputés tels que Listz et Rubinstein.
Le facteur d'orgue John Abbey réalise l'orgue du château.
En 1853, il rachète la petite Muette ainsi qu'une partie des jardins. À cette époque, une partie du parc est entamée par le chemin de fer d'Auteuil, qui le sépare de la fraction du domaine située à l'est de la ligne (actuellement entre le sud du boulevard Émile-Augier et de la rue de la Pompe). La tranchée de la ligne au bord du château est cependant recouverte en 1939, pour permettre d'accéder aux nouveaux immeubles construits boulevard Émile-Augier.
La veuve de Pierre Érard poursuit des acquisitions de terrains et entreprend divers travaux.
Pendant le siège de Paris de 1870-1871, la Muette sert de quartier général au vice-amiral Fleuriot de Langle et, sous la Commune, aux généraux Clinchant, Douay et Ladmirault, alors que les bâtiments sont en travaux. Le château n'est cependant pas gravement endommagé. À la mort de Madame Érard la propriété passe à sa nièce et fille adoptive Marie Schaeffer, qui épouse le comte de Franqueville. La comtesse de Franqueville restaure le château à partir de 1889 selon les plans originaux, en faisant reconstruire le corps de bâtiment central et en supprimant les deux étages ajoutés par Sébastien Érard. L'ensemble se situait entre le numéro 17 de l'actuelle rue du Conseiller-Collignon et le boulevard Émile-Augier.

Plans et photos du quartier, autour du château
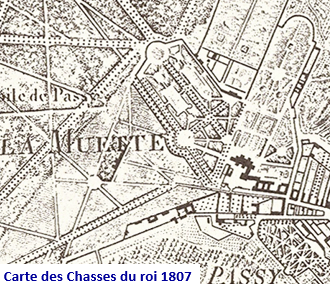
1807.
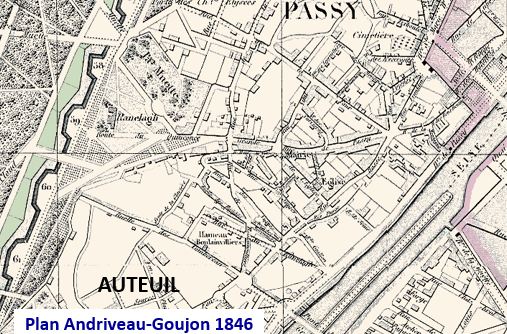
1846.
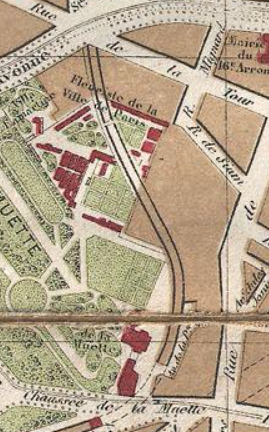
1894.
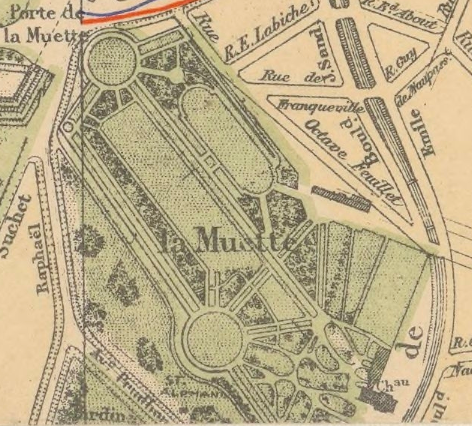
1898.
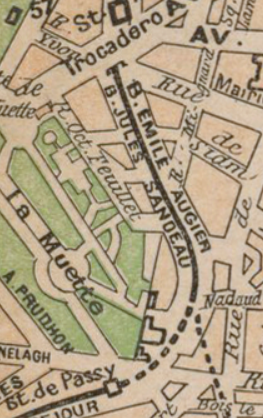
1900.
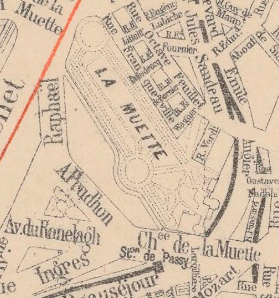
1906.
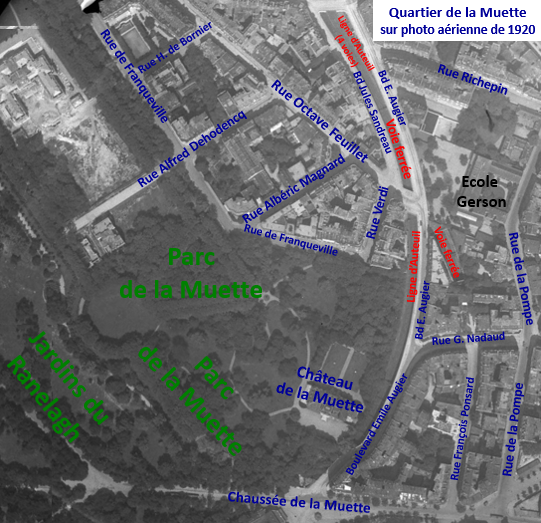
1920.
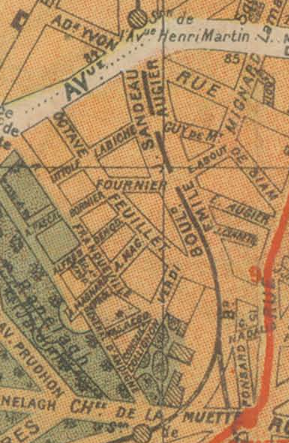
1934.

### Propriétaires du château de la Muette auXXesiècle

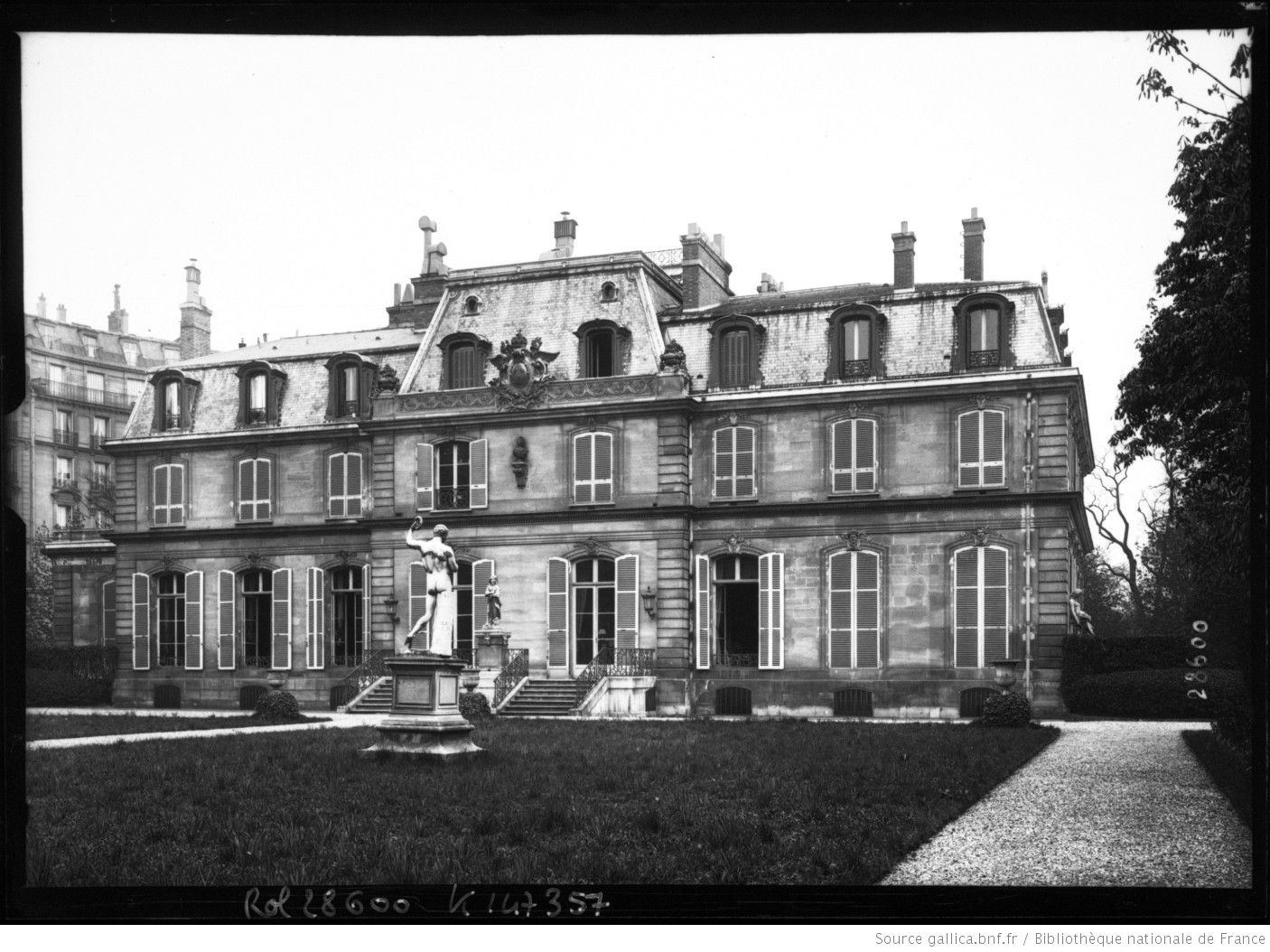
Le château vers 1900.

La troisième assemblée plénière de l'Assemblée plénière de l'épiscopat français a lieu du 15 au 18 janvier 1907 au château de la Muette, à la suite de l'encyclique Une fois encore.
Entre 1912 et 1919, la famille de Franqueville entreprend de lotir le parc. À cet emplacement, les rues d'Andigné, Maspero, de Franqueville et du Conseiller-Collignon sont ouvertes en 1923 sur la partie sud du parc. Deux vastes parcelles de sa partie nord sont par ailleurs cédées à Henri de Rothschild, qui y fait construire entre 1921 et 1922 par l'architecte Lucien Hesse un grand château dans le style du XVIIIe siècle, situé à 250 mètres au nord-ouest de l'ancien château (tout en respectant l'alignement des arbres de son parc), démoli à la suite de la mort du comte de Franqueville en 1919 et dont les derniers vestiges disparaissent en 1926. C'est en 1922 que le baron et la baronne de Rothschild s'installent à cette adresse, dans leur nouvelle demeure.
En 1948, les héritiers d'Henri de Rothschild vendent le domaine à l'Organisation européenne de coopération économique (OECE) qui installe son siège dans le château. Aujourd'hui, l'Organisation de coopération et de développement économiques (OCDE), qui a succédé à l'OECE, a son siège au château et ses bureaux de travail dans des bâtiments environnants au style contemporain.
« André Pascal », nom de la rue sur laquelle donne la cour d'honneur du château, est l'un des pseudonymes sous lequel Henri de Rothschild publiait ses œuvres littéraires.

Le château actuel
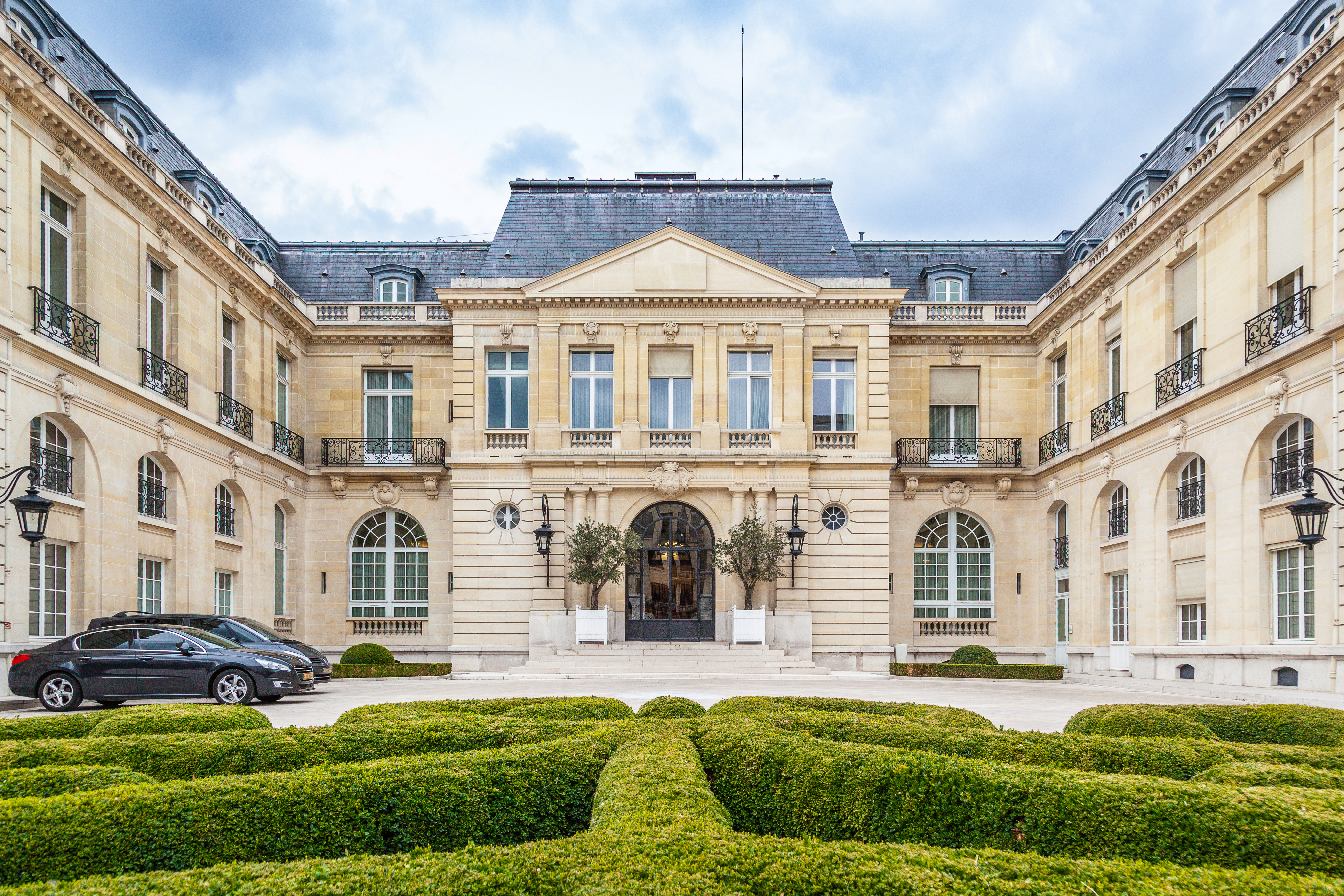
Le château de la Muette côté rue (2019).
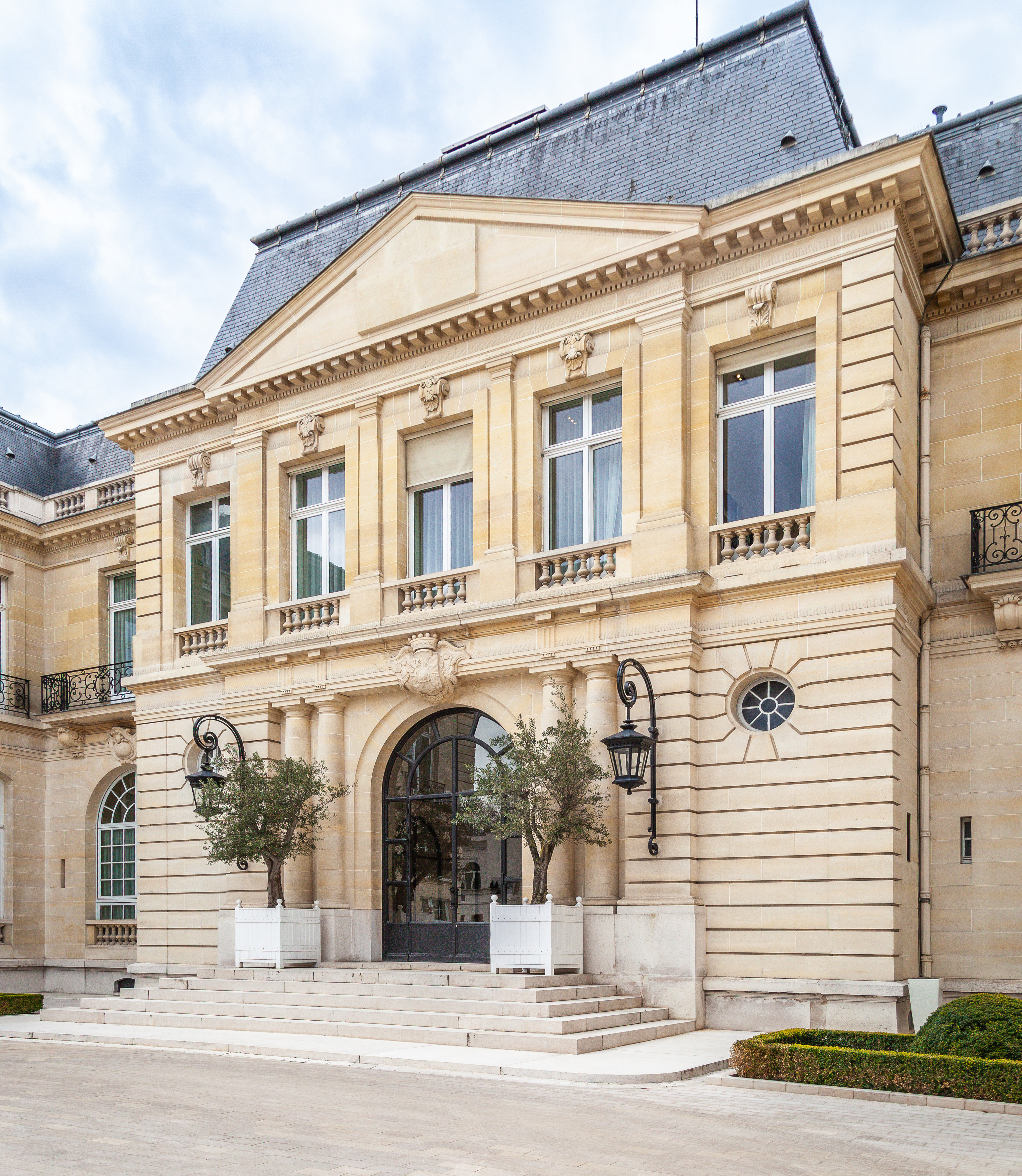
Façade du château côté rue.
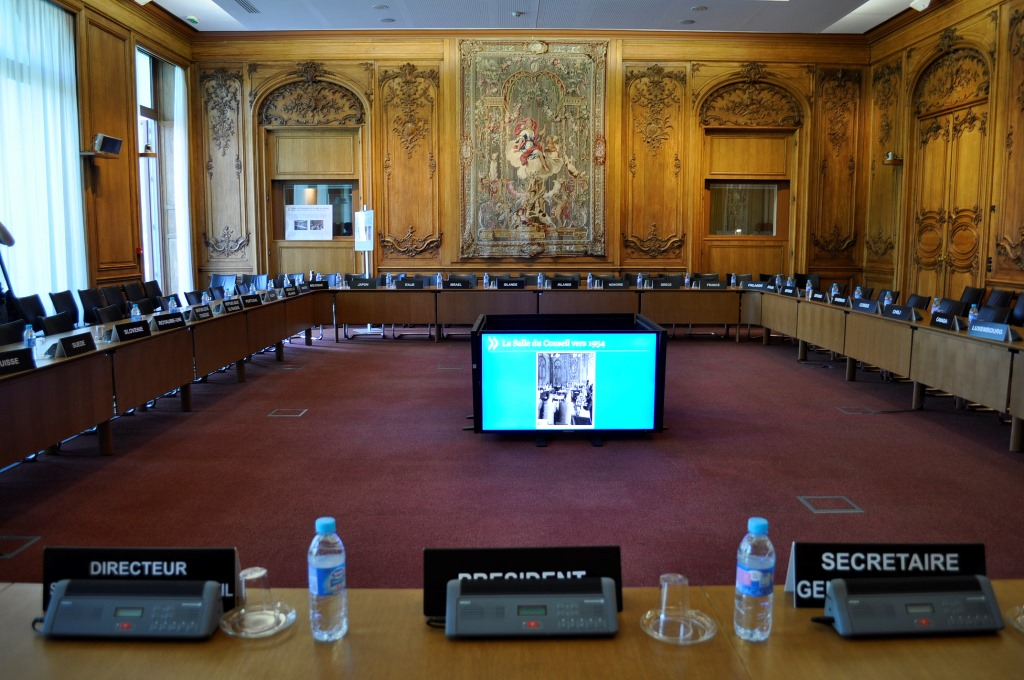
Grand Salon - salle C (2014).
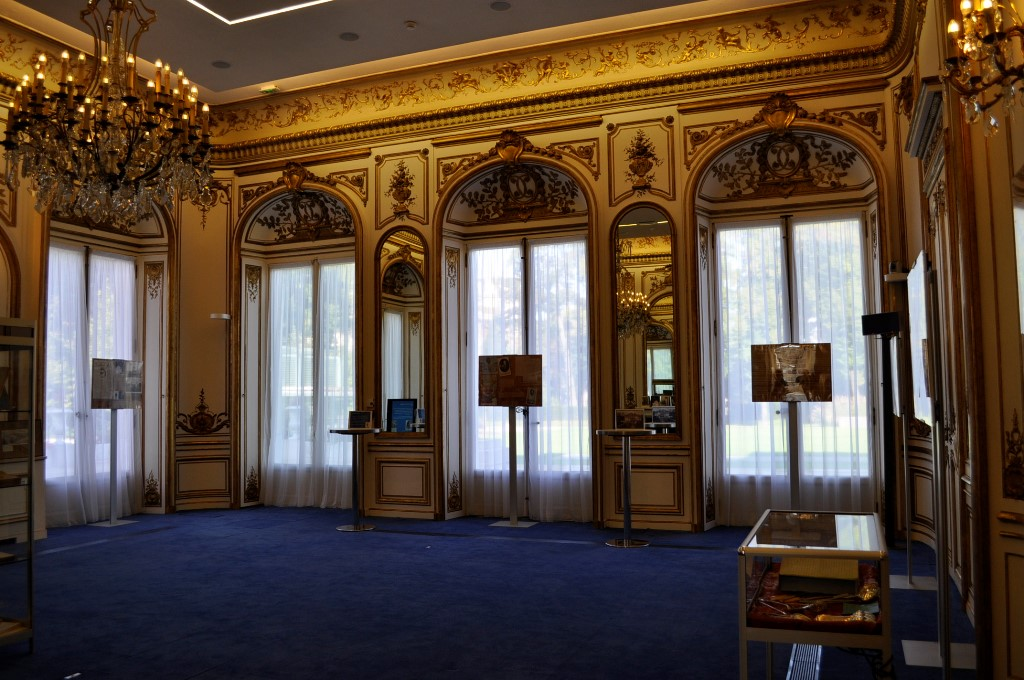
Salle Roger Ockrent (2014).
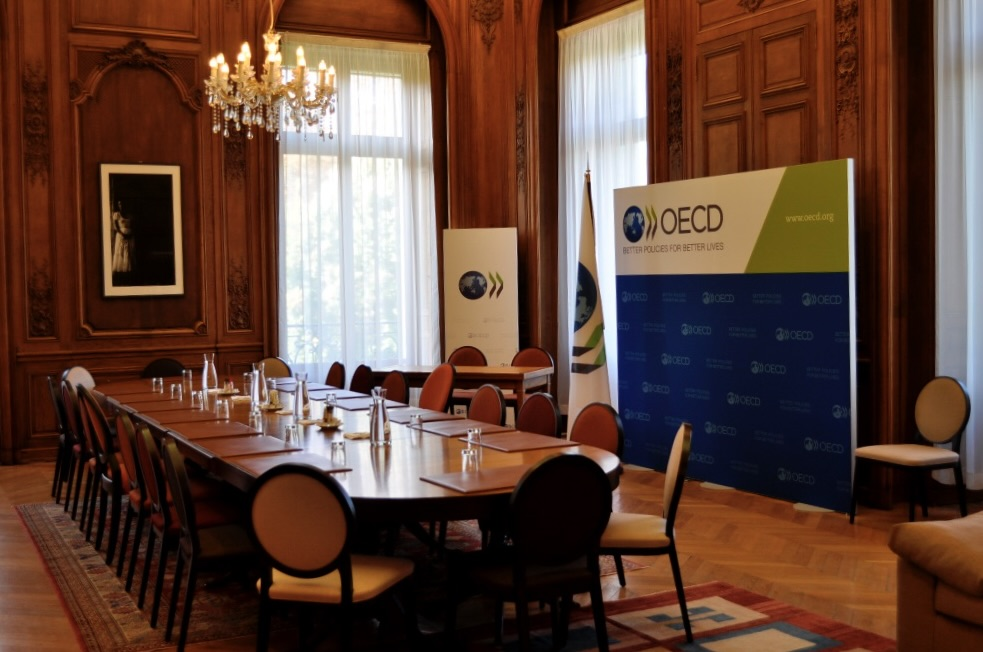
Salle (2014).
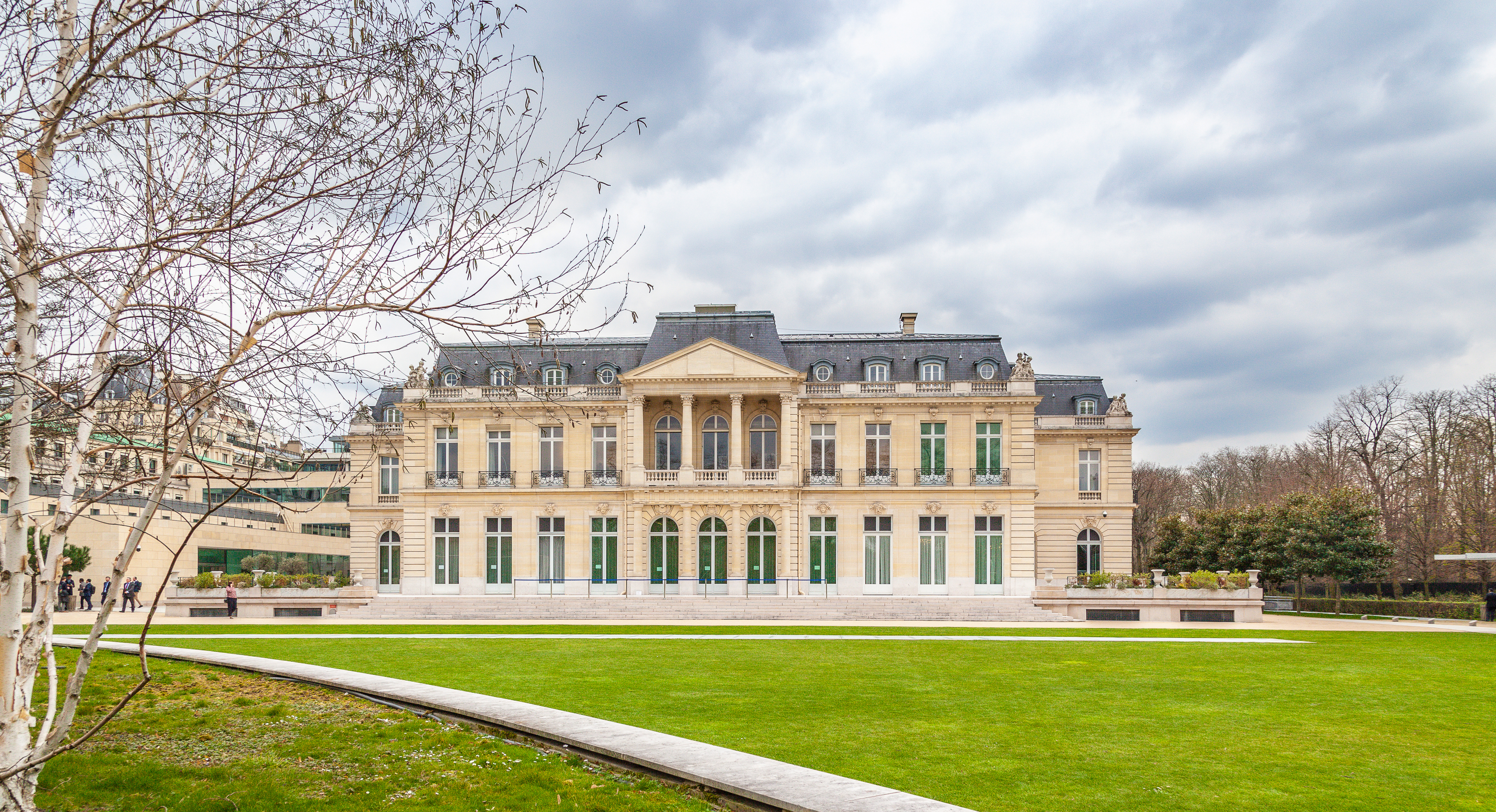
Vue du château côté jardin.

### Ancien parc
Le parc de la Muette s'étendait à l'est jusqu'à la rue de la Pompe, comprenant une dépendance au-delà même de cette rue, au nord à l'emplacement de la rue de la Tour du croisement avec la rue de la Pompe vers le boulevard Lannes et se prolongeait par une très longue dépendance, la Faisanderie ou Petit parc, large d'environ 200 mètres, à l'ouest des actuelles rues Mignard, Spontini et Pergolèse, anciennement rue du Petit-Parc, jusqu'à la porte Maillot. L'ensemble était clôturé par un mur interrompu uniquement à l'extrémité de la rue de Passy pour permettre aux habitants du village de Passy de gagner le bois de Boulogne par la chaussée de la Muette.
Après une première mise en vente infructueuse en 1788, le parc autour du château est vendu avec celui-ci en deux lots séparés en 1793.
Le terrain de l'ancienne faisanderie, vendue distinctement comme bien national, est acquis pour un quart par M. de Béhague, pour les trois-quarts par le comte de Saint-Simon, cédé à un de ses associés et racheté en 1818 par Casimir Perier, futur ministre de Louis-Philippe.
En 1825, la rue du Petit-Parc est aménagée sur le chemin longeant le mur de la faisanderie en limite ouest du lotissement planifié à cette date dans la plaine de Passy.
Le terrain, qui était encore longé par un mur en 1830, cependant traversé par des voies au niveau de la porte Dauphine et de la porte de la Muette, est vendu par lots au cours des deux décennies suivantes.
Le parc autour du château, d'environ 12 hectares, acheté par Sébastien Érard est légèrement agrandi par l'achat en 1852 d'une maison avec jardin au 22, chaussée de la Muette et de diverses petites parcelles au cours du siècle.
Le domaine subit une première amputation en 1852 par la voie ferrée de la ligne d'Auteuil. En 1894, un échange de terrains avec la ville de Paris lors de la cession du jardin fleuriste municipal de la Muette permet d'aménagement du quartier résidentiel entre la rue Octave-Feuillet et le boulevard Jules-Sandeau.
En 1894, le terrain à l'emplacement compris actuellement entre la rue de Franqueville et la rue Octave-Feuillet est vendu par le comte de Franqueville, ce qui réduit le parc à huit hectares.
Le reste est vendu par les héritiers de 1912 à 1919, au sud pour un lotissement résidentiel, au nord à Henri de Rothschild.

L'ancien parc de la Muette
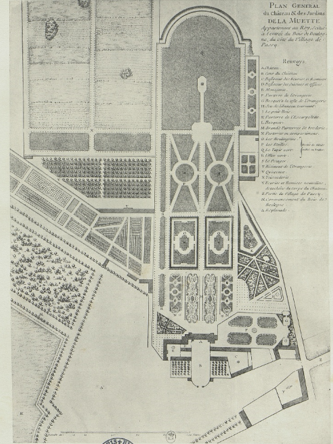
Plan du parc au XVIIIe siècle.
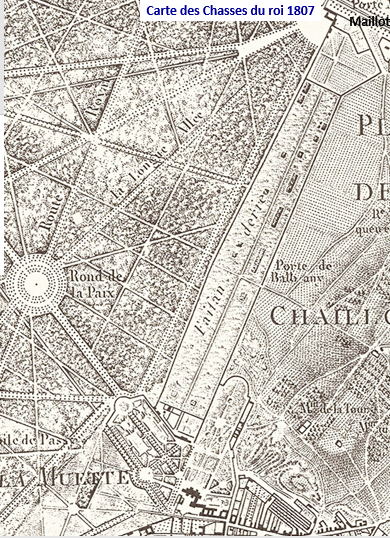
Parc et faisanderie en 1807.
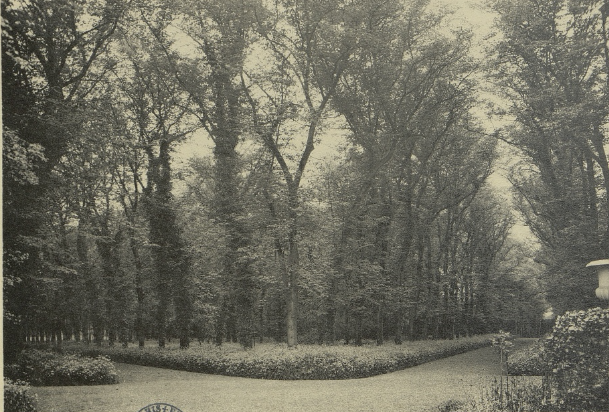
La grande allée en 1913.
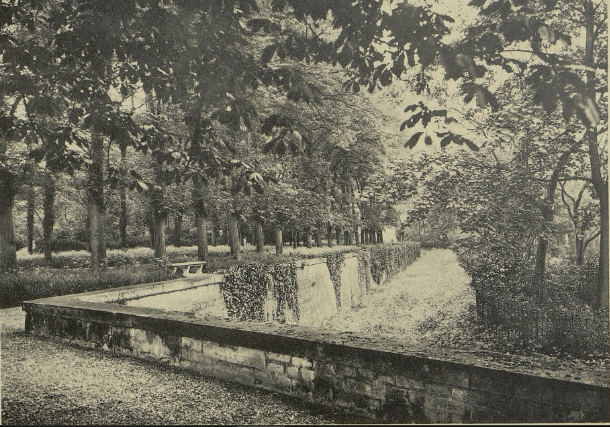
Saut du loup dans le parc en 1913.
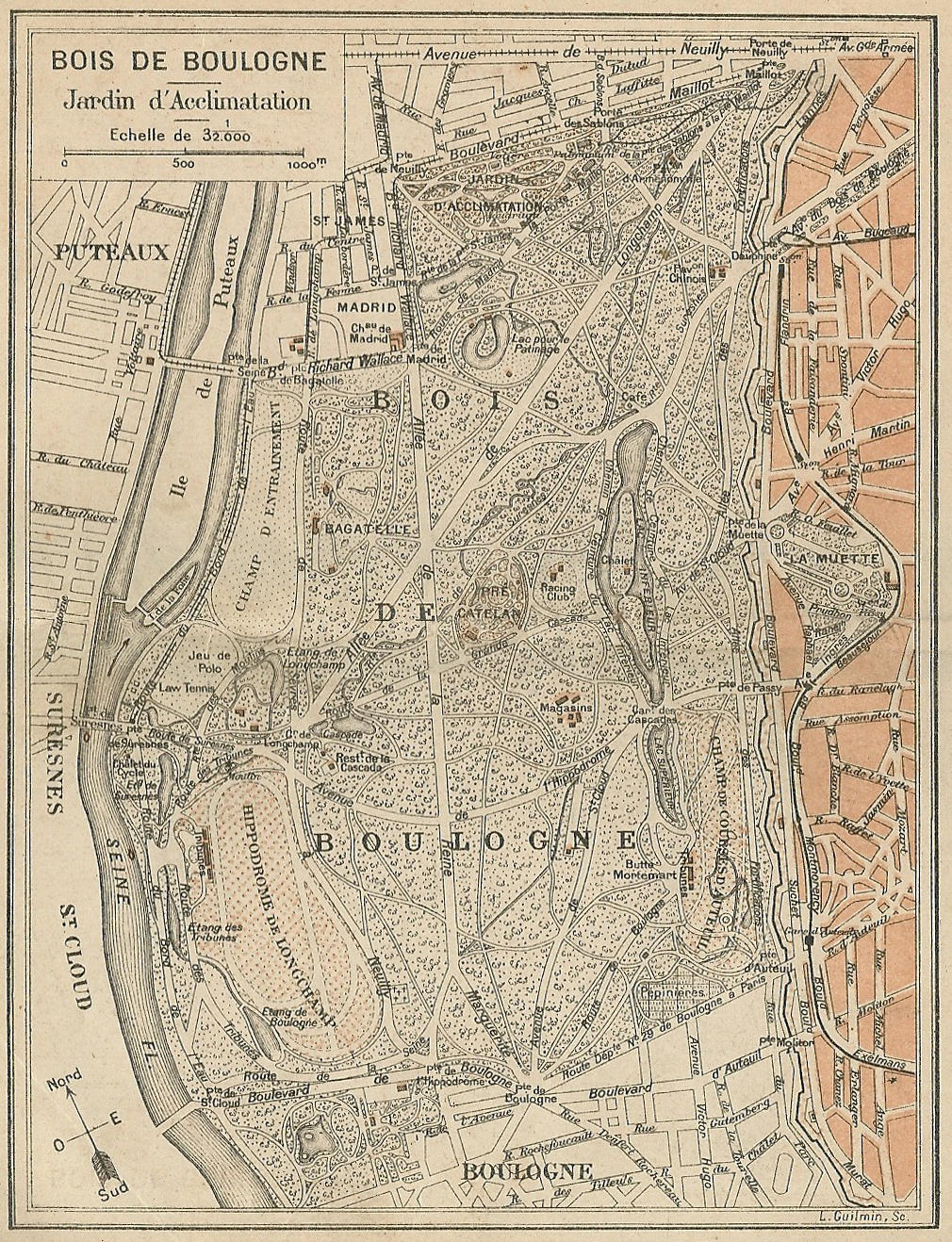
Carte du bois de Boulogne entre 1905 et 1921. Au milieu à droite, le domaine de la Muette jouxte le jardin du Ranelagh.

## Héraldique
Le château de la Muette figure dans les armes du 16e arrondissement de Paris :
| Blason | Blasonnement : « Coupé : au 1er, de gueules, au château de la Muette d'argent, ajouré du champ, accompagné en chef d'une fleur de lis d'or accostée de deux croisettes du même, parti d'argent, à trois chevaux galopant de sable, bridés et sellés d'or ; au 2e, d'azur, à trois arbres arrachés d'or ». |

## Dans la littérature
Le roman Silbermann (1922) de Jacques de Lacretelle se déroule dans le quartier de la Muette. Le narrateur raconte : « C'était à l'époque où de nouvelles lois concernant l'exercice des cultes et les biens ecclésiastiques devaient être appliquées. À cette occasion, le propriétaire du château de la Muette invita les évêques de France ainsi que de nombreuses personnalités du monde catholique à se réunir chez lui afin de conférer sur la situation faite au clergé. Nous vîmes, par les fenêtres, les évêques passer et repasser lentement dans le parc. On distinguait les gants violets et le liseré des soutanes. Quelques graves personnages, tête nue, les escortaient ».